# Die Busche
Die Busche est une discothèque gay et lesbienne est-berlinoise fondée en 1985. Après des décennies d'activité, le club est contraint de fermer le 27 juillet 2025, en grande partie pour des raisons financières. 

## Histoire

### Avant 1990
L'histoire de Die Busche est liée au contexte répressif est-allemand. Bien que l'homosexualité ait été dépénalisée en 1968, le régime socialiste s'oppose systématiquement à la création de groupes et associations trans et homosexuelles. En 1973, le premier groupe gay et lesbien indépendant de RDA, l'Homosexuelle Interessengemeinschaft Berlin (HIB), voit néanmoins le jour. À la suite d'échecs à faire reconnaitre l'association par l’État est-allemand, les lesbiennes se retirent du HIB et créent leur propre groupe de femmes autour d'Ursula Sillge.
Par le biais de radio lesbienne « Buschfunk », elles organisent en 1978 la première rencontre de lesbiennes à l'échelle de la RDA au manoir de la collectionneuse Charlotte von Mahlsdorf. Cette rencontre est alors un acte de résistance important contre les normes sociales restrictives du régime, et permet de thématiser publiquement les préoccupations des femmes lesbiennes.
Dans les années 1980, la militante Christiane Seefeld est alors une figure importante de cette branche lesbienne. Elle propose entre autres régulièrement son appartement pour organiser des rencontres homosexuelles dominicales, nommées Sonntags-Club à partir de 1987. Elle est également à l'initiative de Die Busche, finalement ouverte en 1985 dans la Buschallee, à Weißensee. Installée dans un bâtiment polyvalent qui accueille aussi bien les repas scolaires à midi que des rencontres de personnes âgées l'après-midi, la discothèque devient un point de chute pour la communauté durant les cinq dernières années de la RDA. On y trouve un mélange sauvage de musique de variétés, de hits du bloc de l'Est et de musique internationale de Jimmy Somerville à Madonna. Die Busche devient alors une institution et le lieu de rencontre le plus connu de la République pour les gays et les lesbiennes, avec un grand effet d'attraction sur les environs, où l'offre manque.
Si les dernières années du régime sont marquées par un assouplissement des positions sur la question homosexuelle, les lesbiennes à l'origine de Die Busche comme du Sonntags-Club restent sous surveillance, classées comme « opposition hostile » par la police politique. Les arrestations et les interrogatoires de la Stasi perdurent et laissent planer un risque sur les membres de la communauté.

### Après 1990
Après la Chute du mur et la fin de la RDA, les sœurs Connie et Carla Pahlau reprennent Die Busche. Après quelques déménagements, la discothèque s'installe en 2004 sur la Warschauer Platz à Friedrichshain. Le journal Siegessäule le décrit comme « l'antithèse du club branché et de l'aimant à touristes », en comparaison avec d'autres grands clubs LGBT berlinois.
À partir de 2020, la pandémie de Covid-19 est un coup dur pour l'ensemble des discothèques berlinoises, et le nombre de visiteurs baisse dès lors continuellement. La gérante Carla Pahlau précise que la culture club n'est plus la même depuis, et que la fête historiquement liée aux clubs berlinois migre à domicile ou dans les parcs.
Die Busche est alors contrainte de fermer ses portes, le soir de la CSD 2025, avec une fête d'adieu au nom évocateur de « Last Dance ».

Die Busche, discothèque queer sur Warschauer Platz 18, Berlin-Friedrichshain. L'histoire de Die Busche remonte au mouvement et à la scène LGBT dans le Berlin-Est des années 1980.